# مهرجان جواثى الثقافي
مهرجان جواثى الثقافي هو مهرجان ثقافي نظمه نادي الأحساء الأدبي .